# Liste der Bodendenkmäler in Wörthsee
Auf dieser Seite sind die Bodendenkmäler in der oberbayerischen Gemeinde Wörthsee zusammengestellt. Diese Tabelle ist eine Teilliste der Liste der Bodendenkmäler in Bayern. Grundlage ist die Bayerische Denkmalliste, die auf Basis des Bayerischen Denkmalschutzgesetzes vom 1. Oktober 1973 erstmals erstellt wurde und seither durch das Bayerische Landesamt für Denkmalpflege geführt wird. Die folgenden Angaben ersetzen nicht die rechtsverbindliche Auskunft der Denkmalschutzbehörde.

## Bodendenkmäler der Gemeinde Wörthsee

### Bodendenkmäler in der GemarkungEtterschlag
| Lage                   | Objekt | Akten-Nr.     | Bild |
| ---------------------- | --- | ------------- | ---- |
| Etterschlag (Standort) | Siedlung der Bronzezeit. | D-1-7833-0265 |      |
| Etterschlag (Standort) | Verebneter Grabhügel vorgeschichtlicher Zeitstellung. | D-1-7933-0093 |      |
| Etterschlag (Standort) | Verebnete Grabhügel vorgeschichtlicher Zeitstellung. | D-1-7933-0096 |      |
| Etterschlag (Standort) | Siedlung vor- und frühgeschichtlicher Zeitstellung. | D-1-7933-0097 |      |
| Etterschlag (Standort) | Siedlung vor- und frühgeschichtlicher Zeitstellung. | D-1-7933-0098 |      |
| Etterschlag (Standort) | Siedlung vor- und frühgeschichtlicher Zeitstellung, unter anderem der Bronzezeit.                                                                        | D-1-7933-0099 |      |
| Etterschlag (Standort) | Verebnete Grabhügel vorgeschichtlicher Zeitstellung. | D-1-7933-0101 |      |
| Etterschlag (Standort) | Verebneter Grabhügel vorgeschichtlicher Zeitstellung. | D-1-7933-0105 |      |
| Etterschlag (Standort) | Grabhügel vorgeschichtlicher Zeitstellung. | D-1-7933-0157 |      |
| Etterschlag (Standort) | Handwerksplatz mit Brennöfen des Mittelalters oder der frühen Neuzeit.                                                                                   | D-1-7933-0158 |      |
| Etterschlag (Standort) | Untertägige spätmittelalterliche und frühneuzeitliche Befunde im Bereich der katholischen Filialkirche St. Martin in Walchstadt und ihres Vorgängerbaus. | D-1-7933-0229 |      |
| Etterschlag (Standort) | Untertägige mittelalterliche und frühneuzeitliche Befunde im Bereich der katholischen Filialkirche St. Nikolaus in Etterschlag und ihres Vorgängerbaus.  | D-1-7933-0233 |      |
| Etterschlag (Standort) | Abgegangenes Hofmarkschloss der frühen Neuzeit mit zugehörigem Wirtschaftshof und Vorgängerbauten (Schloss Walchstadt).                                  | D-1-7933-0248 |      |
| Etterschlag (Standort) | Grabhügel vorgeschichtlicher Zeitstellung. | D-1-7933-0257 |      |

### Bodendenkmäler in der GemarkungSteinebach am Wörthsee
| Lage                              | Objekt | Akten-Nr.     | Bild           |
| --------------------------------- | --- | ------------- | -------------- |
| Steinebach am Wörthsee (Standort) | Burgstall des hohen Mittelalters (Burgselberg).                                                                                          | D-1-7933-0082 | weitere Bilder |
| Steinebach am Wörthsee (Standort) | Reihengräberfeld des frühen Mittelalters.                                                                                                | D-1-7933-0084 |                |
| Steinebach am Wörthsee (Standort) | Brandgräber der römischen Kaiserzeit. | D-1-7933-0095 |                |
| Steinebach am Wörthsee (Standort) | Offene Großsiedlung der mittleren und späten Latènezeit.                                                                                 | D-1-7933-0145 |                |
| Steinebach am Wörthsee (Standort) | Untertägige mittelalterliche und frühneuzeitliche Befunde im Bereich der katholischen Filialkirche St. Martin in Steinebach am Wörthsee. | D-1-7933-0241 |                |
| Steinebach am Wörthsee (Standort) | Siedlung der Latènezeit. | D-1-7933-0245 |                |